# David Webb Peoples
David Webb Peoples, född 9 februari 1940 i Middletown, Connecticut, är en amerikansk manusförfattare och regissör. Han har bland annat skrivit manus till filmerna Blade Runner, De skoningslösa och De 12 apornas armé samt regisserat Dödsmatchen.